# La Maison ensorcelée (film, 1968)
Pour les articles homonymes, voir La Maison ensorcelée.
Pour plus de détails, voir Fiche technique et Distribution.
La Maison ensorcelée (Curse of the Crimson Altar) est un film d'horreur de Vernon Sewell sorti en 1968.

## Synopsis
Un marchand d'antiquités part à la recherche de son frère, mystérieusement disparu après avoir poignardé une jeune femme au cours d'une fête satanique. Son enquête le conduit à un manoir, siège de cérémonies orgiaques et décadentes.

## Fiche technique
- Réalisation : Vernon Sewell
- Scénario : Mervyn Haisman et Henry Lincoln d'après une histoire de Jerry Sohl, inspiré d'une nouvelle de H. P. Lovecraft
- Musique : Peter Knight
- Directeur de la photographie : John Coquillon
- Montage : Howard Lanning
- Création des décors : Derek Barrington
- Création des costumes : Michael Southgate
- Effets spéciaux de maquillage : Elizabeth Blattner et Pauline Worden
- Producteur : Louis M. Heyward
- Producteur associé : Gerry Levy
- Producteur exécutif : Tony Tenser
- Compagnie de production : Tigon British Film Productions
- Pays d'origine :  Royaume-Uni
- Langue : Anglais mono
- Image : Couleurs (Eastmancolor)
- Ratio écran : 1.85:1
- Laboratoire : Rank Film Laboratories
- Format : 35 mm
- Procédé cinématographique : Sphérique
- Durée : 89 minutes
- Genre : horreur
- Sortie : 1968

## Distribution
- Boris Karloff : Professeur John Marsh
- Christopher Lee : Morley
- Mark Eden : Robert Manning
- Barbara Steele : Lavinia Morley
- Michael Gough : Elder
- Virginia Wetherell : Eve Morley
- Rosemarie Reede : Esther
- Denys Peek : Peter Manning
- Nicholas Head : Le forgeron
- Rupert Davies : Radford
- Derek Tansley : Le juge
- Michael Warren : chauffeur

## DVD (France)
Le film a fait l'objet d'une édition sur le support DVD en France :
- La Maison ensorcelée (DVD-9 Keep case) sorti le 17 juillet 2007 édité et distribué par Seven7. Le ratio écran est en 1.77:1 panoramique 16:9. L'audio est en Français et Anglais 2.0 Dolby Digital avec présence de sous-titres français. En suppléments, les bandes annonces de l'éditeur. Il s'agit d'une édition Zone 2 Pal[1].